# بلمانت استیتس (ویرجینیا)
بلمانت استیتس (به انگلیسی: Belmont Estates) یک منطقهٔ مسکونی در ایالات متحده آمریکا است که در شهرستان راکینگهام، ویرجینیا واقع شده‌است.